# 佟宝存
佟宝存（1933年11月—2020年10月24日），河北乐亭人，中国人民解放军将领、中国人民解放军中将。中国共产党第十四届中央委员会委员，第七届全国人民代表大会代表，中国人民政治协商会议第九届全国委员会常务委员。

## 生平
1947年10月参加中国人民解放军，1948年11月加入中国共产党。第二次国共内战时期，佟宝存参加了渡江战役、解放武汉等战役。中华人民共和国建国后，佟宝存参加了朝鲜战争。1988年9月授予少将军衔。1991年，授予中国人民解放军中将军衔。曾任沈阳军区副司令员。
2020年10月24日，佟宝存因病在辽宁省沈阳市去世。